# Cyberbully (pel·lícula de 2015)
Cyberbully és una pel·lícula televisiva britànica que es va estrenar al Channel 4 el 15 de gener de 2015. El thriller és protagonitzat per Maisie Williams en el paper d'una típica noia adolescent que viu una part important de la seva vida on-line i és acusada per un desconegut de ser una ciberassetjadora. La pel·lícula va ser escrita per Ben Chanan i David Lobatto, amb Chanan també com a director.

## Repartiment
- Maisie Williams és Casey Jacobs.
- Ella Purnell és Megan.
- Haruka Abe és Jennifer Li.
- Jake Davies és Alex.
- Daisy Waterstone és Tamara.
- Wilson Haagens és el Hacker.
- Anthony Shuster és Papà.

## Producció
La pel·lícula es va basar enterament en experiències reals. Per assegurar-se que el guió era una representació precisa de l'escriptor / director de la vida adolescent contemporània, Ben Chanan va consultar a Williams i a la seva pròpia filla adolescent per assegurar-se que qualsevol "papà-isme" fos eliminat del guió. Maisie Williams, qui va interpretar al personatge central de Casey Jacobs, va notar que havia estat víctima d'assetjament cibernètic després de ser triada com Arya Stark en Joc de trons. Va rebre missatges cridant-la "aturada" i dient que va pensar que era "massa bona per tots els altres". Igual que el protagonista de la pel·lícula, Williams va admetre haver respost a la intimidació de la classe, dient "quan tens 13 anys i algú diu alguna cosa desagradable que no vols ignorar-los. Vols fer-los mal com te n'han fet a tu. Entres en aquest cicle de bandarra".

## Crítica
Cyberbully (que no està relacionat amb la pel·lícula nord-americana 2011) va rebre crítiques positives dels crítics. L'espectador va afirmar que està "molt bé feta, hàbilment canviant les nostres simpaties en tot (amb l'ajuda de l'enlluernadora actuació central de Maisie Williams) i plena d'autèntica amenaça". De la mateixa manera, escrivint en The Guardian, Filipa Jodelka va descriure l'actuació central de Maisie Williams com un "tour de force", encara que va observar que a diferència de la seva facturació no hauria de ser "vesteixi com una representació realista de l'assetjament cibernètic en absolut, sinó com una espècie de fantasma en el mil·lenni". "La màquina espina-enfriadora en el seu lloc, repleta de dispositius d'horror tradicionals (pactes de Fausto, dimonis anònims, proves de moralitat), perill lleu i cordes esborronadores". [1] Mark Monahan de The Daily Telegraph va donar l'episodi 3/5 estels, i va notar La previsibilidad de la trama. Malgrat això, encara sentia que era "tibant, massa actual, i - aquí ho espero - tal vegada fins i tot la televisió socialment útil".
The Independent va assenyalar que "era aquest programa rar que se sentia prou autèntic com per persuadir als adolescents, alhora que atreia a espectadors de major edat". En una altra revisió de la pel·lícula per The Guardian, Lucy Pispen va descriure la pel·lícula com a "part de l'horror gòtic". part Un inspector crida a l'era digital ". També va sentir que malgrat el bon acompliment de Williams, va anar Haruka Abe com Jennifer Li qui es va destacar, i Abe va tenir la tasca més difícil de fer que la felicitat i l'optimisme siguin convincents fins que hagi de modular-se en desesperació sota el pes de les persones que atacar-la i instar-la a suïcidar-se ".

## Premis i nominacions
La pel·lícula va ser nominada per als Premis Bafta TV 2016 en la categoria de Drama Individual. La pel·lícula va guanyar el Prix Itàlia 2016 en la categoria de drama televisiu.